# Strutsägg och legender: Gamla Filmstaden i Råsunda
Strutsägg och legender: Gamla Filmstaden i Råsunda är en kortfilm från 1997 i regi av Lennart Svensson. Genom journalbilder och intervjuer berättas Filmstadens historia som även ger en överblick över svensk filmhistoria. Som en röd tråd löper också historien om en ung flicka på 1920-talet och hennes filmdrömmar som centreras runt Filmstaden - Sveriges Hollywood.

## Medverkande i urval
- Sara Sommerfeld
- Gerhard Hoberstorfer
- Ivan Pettersson

Intervjuade personer: 
- Stig Olin
- Sickan Carlsson
- Bibi Andersson
- Annalisa Ericson
- Nils Poppe
- Christina Schollin
- Ingmar Bergman
- Rolf Husberg
- Jan Halldoff
- Kenne Fant